# Die freie Gesellschaft
Die freie Gesellschaft war eine anarchistische Monatsschrift der Föderation freiheitlicher Sozialisten (FfS) für Gesellschaftskritik und libertären Sozialismus, erschienen von 1949 bis 1953 in Frankfurt/M. und von 1981 bis 1986 in Hannover.

## Geschichte
In den 1950er Jahren zählte die Die freie Gesellschaft zu den wohl bedeutendsten theoretischen Zeitschriften nach dem Zweiten Weltkrieg und verstand sich als „Kampfblatt“ des freiheitlichen Sozialismus die Verstöße gegen die Menschenrechte und Menschenwürde anprangerte; ein Diskussionsforum für libertäre Theorien, wobei auch die Probleme des sozialen und politischen Lebens besprochen wurden. Vorgänger der Zeitschrift war die von 1947 bis 1949 erschienene Publikation Die Internationale (4. Folge).

### 1949 bis 1953
Die von 1949 bis 1953 monatlich erschienene Publikation erreichte
insgesamt 43 Ausgaben. Die führende Leitung hatte Fritz Linow, ehemaliges Mitglied der Freien Arbeiter-Union Deutschlands (FAUD); verantwortlicher Redakteur war Alfred Leinau, später Grete Leinau. Jede Ausgabe war in einer anderen Umschlagfarbe gehalten und die angegebene gedruckte Auflagenhöhe betrug möglicherweise zwischen 2000 und 3000 Exemplaren. In einer Beilage zu der Zeitschrift Information vom Juni 1959 schrieb der Mitarbeiter Otto Reimers, das kaum mehr als 500 Exemplare verkauft wurden. Von der Stadt Aachen erhielt die Zeitschrift 1952 den Aachener Karlspreis den sie sich mit anderen teilen musste. Inhaltlich war Die freie Gesellschaft vielfältig ausgerichtet mit den Rubriken Erinnern Sie sich noch?, Die Glosse des Monats, Das lesenswerte Buch, Ansichten und Meinungen, Feuilleton, Kritik zu Film und Funk, Kommentare zum Zeitgeschehen und vieles mehr. Mit Beiträgen und Übersetzungen von internationalen Autoren:

Heinrich Bergmann, Margarete Buber-Neumann, Diego Abad de Santillán (Spanien), M. P. T.  Acharya (Bombay/Indien), C. D. H. Cole (England), Franz Ferdinand (Pseudonym von Fritz Linow), Hans Frey,  Willi Georgi, Helmut Rüdiger, Hermann Hesse, Evert  Arvidsson (Stockholm/Schweden), Albert de Jong (Niederlande), Carl Heinrich  (Kopenhagen/Dänemark), Georg Hepp, Heiner Koechlin, Gustav Landauer, Otto Reimers, Max Nettlau, Gerhard Wartenberg, Gaston Leval (Frankreich), Peter James (Nordamerika) und andere.
1953 stellte Die freie Gesellschaft wegen zu geringem Verkauf ihr Erscheinen ein. In einer der letzten Ausgaben (1953) schrieb Georg Hepp, der sich viel für die Gilde freiheitlicher Bücherfreunde eingesetzt hatte: „Für die Masse Mensch sind wir im günstigsten Fall Idealisten, wenn sie uns nicht für Narren halten…“.

### 1981 bis 1986

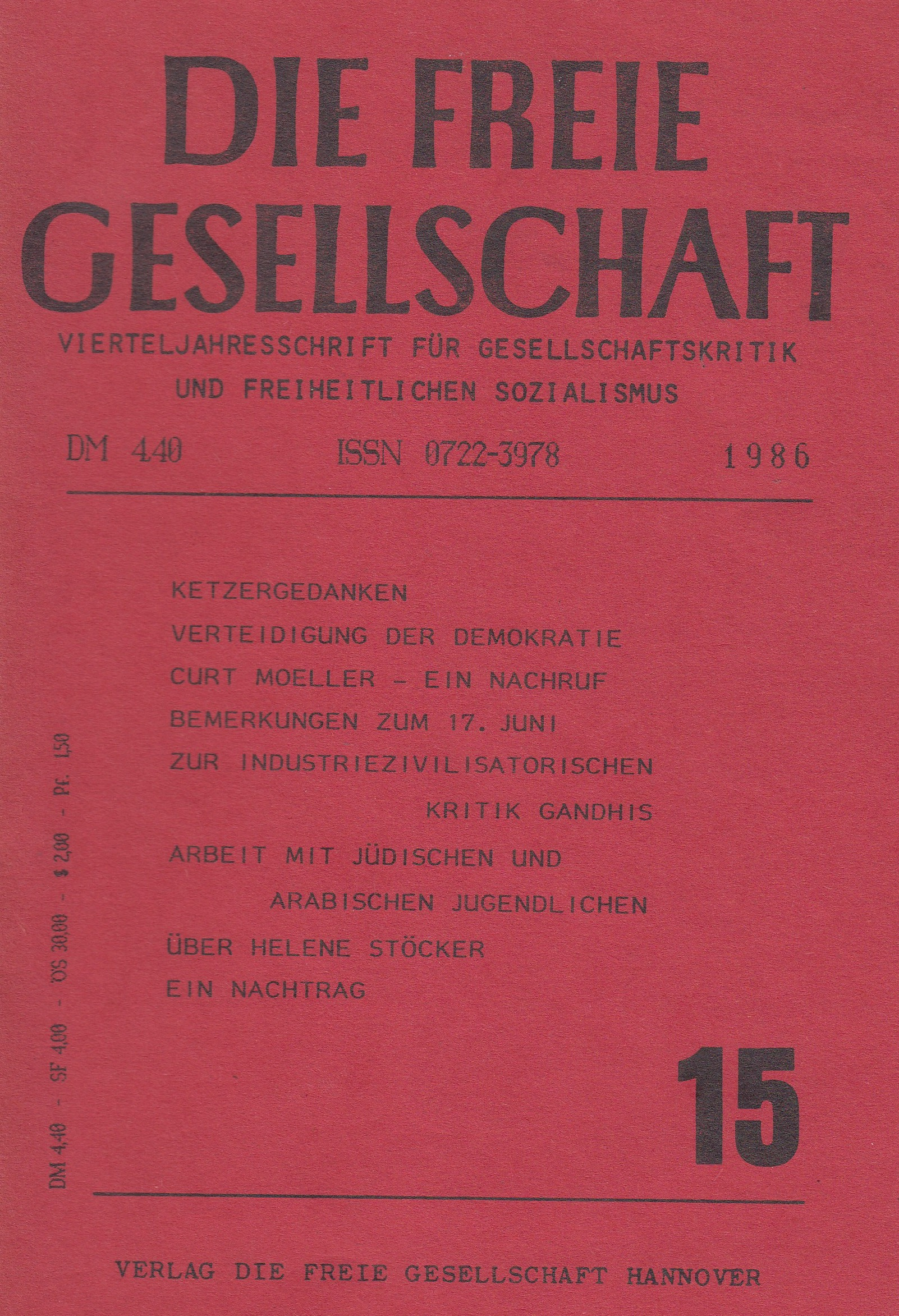
Die Freie Gesellschaft 1986

Unter der Redaktion von Georg Hepp, Max-Otto Lorenzen, Ulrich Gelitz und Jutta Lorenzen wurde 1981 (Ausgabe Hannover) ein neuer Start von Die freie Gesellschaft unternommen. Die nun vierteljährlich erschienene Zeitschrift veröffentlichte in der Nr. 1 einen deutlichen Hinweis darauf, dass sich die Neuerscheinung an die Tradition der vorangegangenen Hefte (1949 bis 1953) halten würde. Die Redaktion informierte ihre Leser mit den Worten: Es gilt, den bereits gemachten Anfang fortzuführen, sich der Aufgabe einer Gegenwartsanalyse zu unterziehen…. Im gleichnamigen Verlag erschien eine anarchistische Heftreihe, „edition esprit libertaire“, von 1980 bis 1981, mit acht Ausgaben. Veröffentlicht wurden Texte von: Michail Bakunin, Wolfram Beyer, Diego A. Santillan, Peter Kropotkin, Gaston Leval, Max-Otto Lorenzen, Max Nettlau, Rudolf Rocker, Jose G. Pradas und Augustin Souchy.
Nach sechs Jahrgängen stellte Die freie Gesellschaft ihr Erscheinen wiederum ein.

## Gleichnamige Zeitschriften
- Die freie Gesellschaft, anarchistische Monatsrevue in jiddischer Sprache (1895 bis 1899 ?), New York
- Die freie Gesellschaft, Organ der internationalen Sozialisten. Hrsg.: F. Wiede (1892 bis 1893; 7 Ausgaben), Zürich
- Die freie Gesellschaft, Anarcho-kommunistische Monatsschrift. Hrsg.: O. Leutner (1929 bis ?), Graz